# Kodagalavadi, Alur
Kodagalavadi là một làng thuộc tehsil Alur, huyện Hassan, bang Karnataka, Ấn Độ.